# Ardbeg (Whiskybrennerei)
Ardbeg ist eine Whiskydestillerie am Südufer der Insel Islay (Schottland) nahe Port Ellen, gegenwärtig im Besitz von Moët Hennessy Louis Vuitton.

## Geschichte
Die Ursprünge der Brennerei reichen bis in das Jahr 1794 zurück. Zu dieser Zeit wurde Ardbeg von Schwarzbrennern und Schmugglern betrieben, bis diese die Produktion in der Illegalität nach einer Razzia der Zollfahndung aufgeben mussten. Die legale Brennerei wurde, wahrscheinlich im Jahre 1815, von John Macdougall unter dem Namen Ardbeg Distillery (von schottisch-gälisch An Àird Bheag – Die kleine Anhöhe) gegründet. Seit 1817 ist der Betrieb dokumentiert. Die Firma war bis 1959 im Familienbesitz.
1977 wurde Ardbeg vollständig von Hiram Walker (Allied Lyons) übernommen und von Allied Distillers betrieben. Nach einer Phase der Stilllegung (ab März 1981) wurde Ardbeg dann im November 1989 wiedereröffnet, nun aber ohne die eigene Mälzerei mit drei Malzdarren. Nach einer erneuten Schließung im Juli 1996 ging Ardbeg schließlich im Februar 1997 an McDonald & Muir (Glenmorangie, Glen Moray) und befindet sich seit dem 25. Juni desselben Jahres wieder in Betrieb. Im Oktober 2004 wurde Glenmorangie plc (Nachfolger von McDonald & Muir) und somit auch Ardbeg an Moët Hennessy Louis Vuitton (LVMH) verkauft.

## Produktion

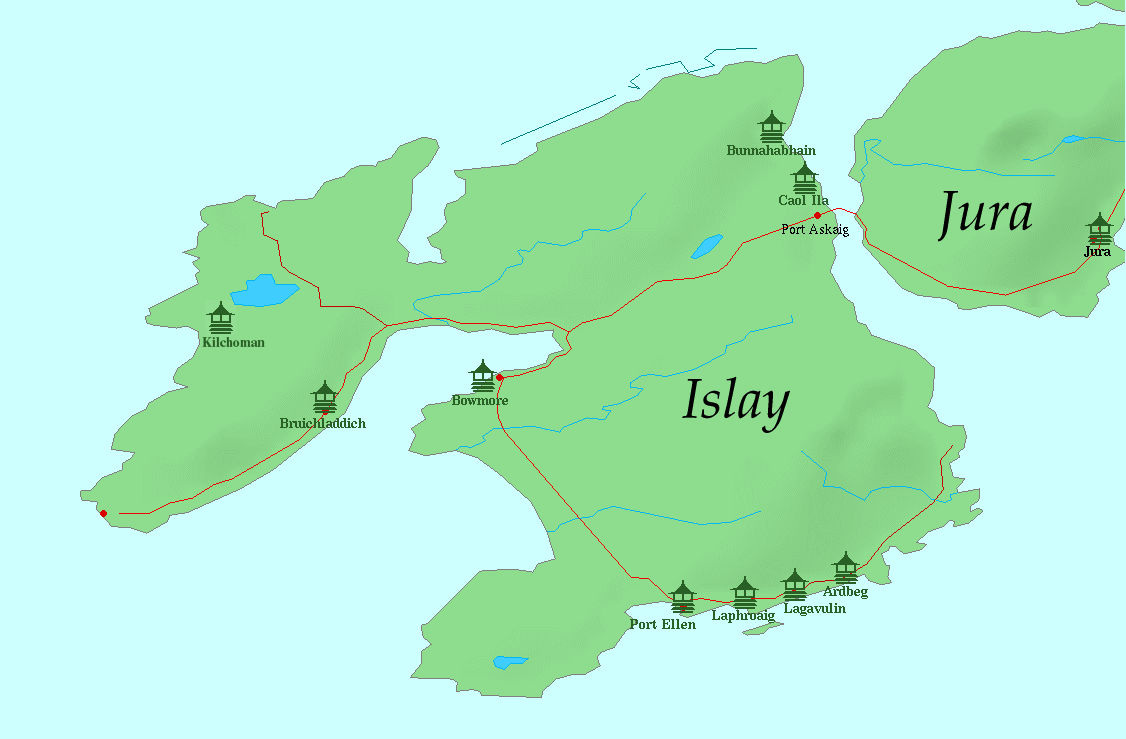
Islay

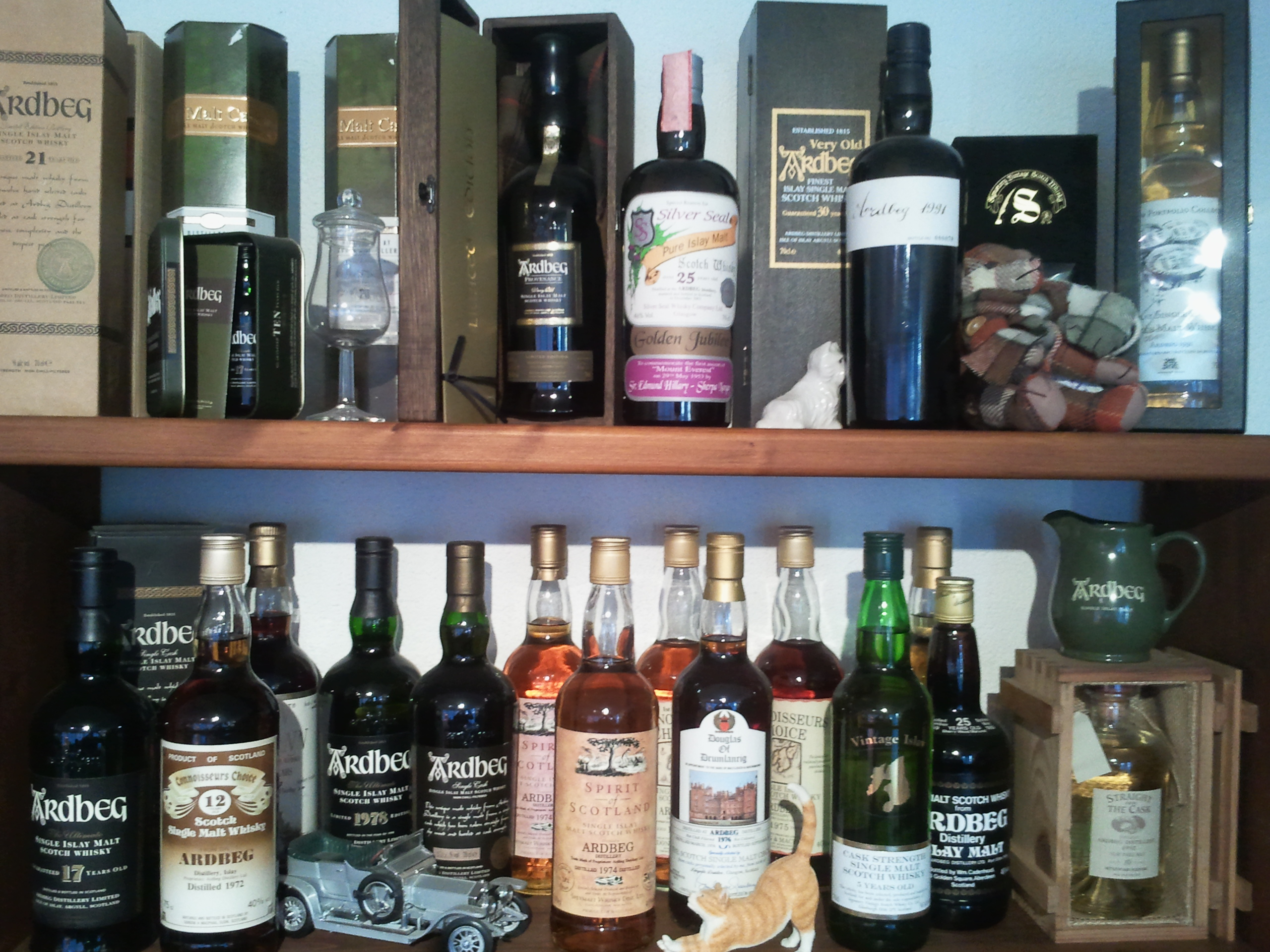
Kollektion verschiedener Ardbeg-Abfüllungen

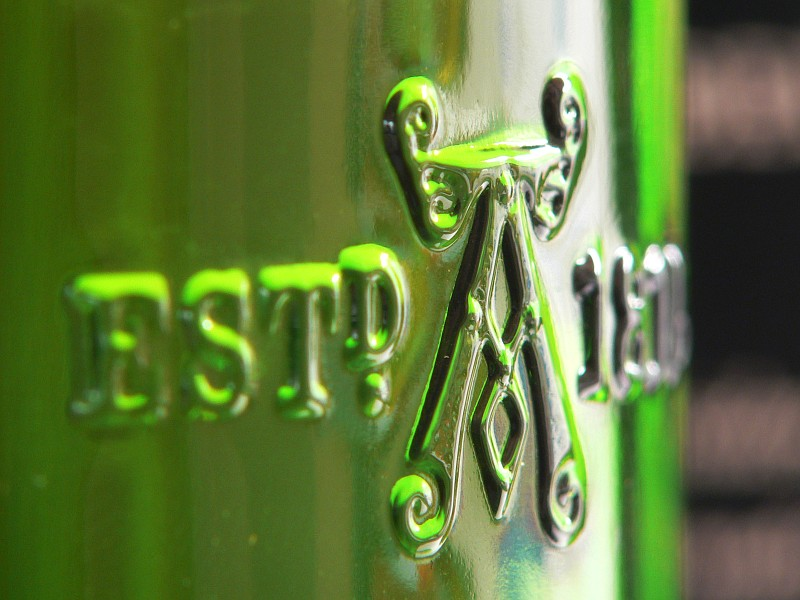
Detail einer Ardbegflasche

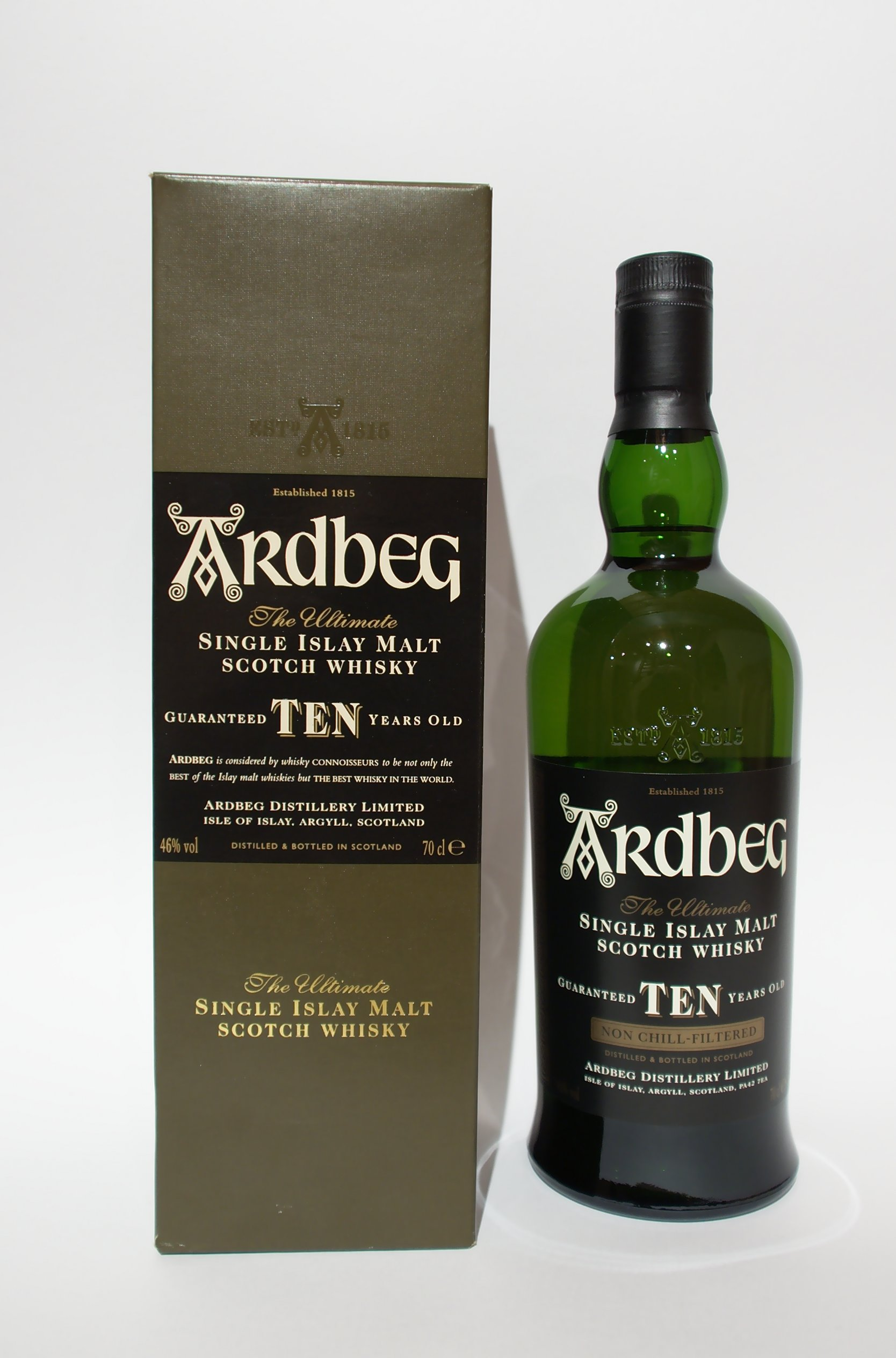
Ardbeg TEN

Das Wasser der Destille stammt aus dem Loch Arinambeast und Loch Uigeadail. Das verwendete, aus der Port-Ellen-Mälzerei stammende Malz hat einen Phenolgehalt von 56,2 ppm. Ardbeg verfügt über einen Maischbottich (mash tun) von 4,5 Tonnen aus Edelstahl und sechs Gärbottiche (wash backs), drei aus Lärchen- und drei aus Douglasienholz, von je 23.500 Litern Fassungsvermögen. Durch den Ausbau der Destille von Mai 2018 bis März 2021, wurde die Anzahl der Brennblasen verdoppelt. Destilliert wird mit dampfbeheizten Innenpfannen in zwei jeweils 18.279 Liter fassenden wash still – die mit nur 11.775 Litern befüllt werden – und zwei 16.957 Liter fassenden spirit still – die mit nur 13.660 Litern befüllt werden. Der Ausstoß liegt seit März 2021 bei ca. 2.400.000 Litern pro Jahr.
Typisch für den Whisky ist der starke Anteil an Rauch und Torf, aber auch eine sehr deutliche Note, die an Medizin erinnert, bedingt durch den vergleichsweise recht hohen Phenolgehalt. Hinzu kommt eine für Ardbeg charakteristische Zitrusnote. Unter Liebhabern ist der Whisky ein begehrtes Sammelobjekt. Obwohl seit der Wiedereröffnung laufend neuer Whisky produziert wird, sind vor allem die älteren Jahrgänge sehr gefragt. Im Juli 2022 hat die Brennerei an eine private Sammlerin ein Fass von 1975 im Wert von 16 Millionen Pfund verkauft und den bis dahin von Macallan aufgestellten Rekord für den höchsten Verkaufspreis eines Fasses gebrochen.

## Produkte
| Name                                   | Typ          | Alter       | Vol.-% | seit | bis  | Fässer                                     | Bemerkung |
| -------------------------------------- | ------------ | ----------- | ------ | ---- | ---- | ------------------------------------------ | --- |
| Ardbeg Eureka Committee Release        | Single Malt  | ohne Angabe | 52,2 % | -    | -    | Ex-Bourbon, Pedro Ximénez Sherry           | In Zusammenarbeit mit den Committee Mitgliedern                                                                                         |
| Ardbeg Bizarre BQ                      | Single Malt  | ohne Angabe | 50,9 % | 2023 |      | Double Charred PX & Experimental BBQ Casks | In Kooperation mit Christian Stevenson entstandene Limited Edition.                                                                     |
| Ardbeg For Discussion                  | Single Malt  | 8 Jahre     | 50,8 % | 2021 |      | Ex-Bourbon, Sherry                         | |
| Ardbeg Scorch                          | Single Malt  | ohne Angabe | 46     | 2021 |      | Ex-Bourbon                                 | |
| Ardbeg Scorch Committee Release        | Single Malt  | ohne Angabe | 51,7 % | 2021 |      | Ex-Bourbon                                 | |
| Ardbeg 25 Years Old                    | Single Malt  | 25 Jahre    | 46     | 2021 |      |                                            | Ergänzt die Core Range seit Januar 2021.                                                                                                |
| Arrrrrrrbeg Committee Release          | Single Malt  |             | 51,8   | 2021 |      | Rye-Whiskey                                | Committee Release zu Ehren des Ex-Destillery Managers Mickey Heads.                                                                     |
| Ardbeg                                 | Single Malt  | 10 Jahre    | 40 %   | 1969 | 1979 |                                            | |
| Ardbeg Blaaack                         | Single Malt  | ohne Angabe | 46 %   | 2020 |      | Pinot Noir                                 | Zum 20. Jubiläum des Ardbeg Committee anlässlich des Feis Ile Festival 2020 erschienen                                                  |
| Ardbeg Blaaack Committee Release       | Single Malt  | ohne Angabe | 50,7 % | 2020 |      | Pinot Noir                                 | Zum 20. Jubiläum des Ardbeg Committee anlässlich des Feis Ile Festival 2020 erschienen. Verkauf nur an Mitglieder des Ardbeg Committee. |
| Ardbeg Wee Beastie                     | Single Malt  | 5 Jahre     | 47,4 % | 2020 |      | Bourbon, Oloroso                           | seit 2020 Teil der Core Range. Nicht kaltfiltriert.                                                                                     |
| Ardbeg                                 | Single Malt  | 10 Jahre    | 46 %   | 2000 |      |                                            | nicht kaltfiltriert, Jim Murray „Whisky of the year 2008“                                                                               |
| Ardbeg                                 | Single Malt  | 17 Jahre    | 40 %   | 1998 | 2005 |                                            | |
| Ardbeg Lord of the Isles               | Single Malt  | 25 Jahre    | 46 %   | 2001 |      | 85 % Bourbon, 15 % Sherry                  | |
| Ardbeg                                 | Single Malt  | 30 Jahre    | 40 %   | 1992 | 2000 |                                            | |
| Ardbeg 1977 vintage edition            | Single Malt  |             | 46 %   | 2001 | 2004 |                                            | |
| Ardbeg Kildalton                       | Single Malt  | 24 Jahre    | 57,6 % | 2004 | 2005 |                                            | 1980er-Edition in Standardflaschen 1981er-Edition in Miniaturen                                                                         |
| Ardbeg Serendipity                     | Blended Malt | 12 Jahre    | 40 %   | 2005 |      |                                            | Vatting aus Ardbeg und Glen Moray |
| Ardbeg Provenance                      | Single Malt  | 23 Jahre    | 55,6 % | 1997 | 1997 | Bourbon                                    | |
| Ardbeg Mór 1997                        | Single Malt  | 10 Jahre    | 57,3 % | 2007 | -    |                                            | Mór=„groß“, abgefüllt für das 2007 Feis Ile (Islay Festival)                                                                            |
| Ardbeg Mór II                          | Single Malt  | 10 Jahre    | 46 %   | 2008 | -    |                                            | Mór=„groß“ |
| Ardbeg Single Cask 2761 1995           | Single Cask  | 15 Jahre    | 53,3 % | 2010 | -    |                                            | abgefüllt für das 2010 Feis Ile (Islay Festival)                                                                                        |
| Ardbeg Day                             | Single Malt  | o. Angabe   | 56,7 % | 2012 | -    |                                            | abgefüllt für das 2012 Feis Ile (Islay Festival)                                                                                        |
| Ardbeg Very Young                      | Single Malt  | 6 Jahre     | 58,3 % | 2004 | -    |                                            | „Peaty Path To Maturity“ |
| Ardbeg Still Young                     | Single Malt  | 8 Jahre     | 56,2 % | 2006 | -    |                                            | „Peaty Path To Maturity“ |
| Ardbeg Almost There                    | Single Malt  | 9 Jahre     | 54,1 % | 2007 | -    |                                            | „Peaty Path To Maturity“ |
| Ardbeg Renaissance 1998                | Single Malt  | 10 Jahre    | 55,9 % | 2008 | -    |                                            | „Peaty Path To Maturity“ |
| Ardbeg Airigh Nam Beist 1990           | Single Malt  | 16 Jahre    | 46 %   | 2006 | 2008 |                                            | „Airigh Nam Beist“=([ˈɑriːnamˌbeɪ̯ʃt], gälisch für Tierunterschlupf)                                                                     |
| Ardbeg Alligator                       | Single Malt  | o. Angabe   | 51,2 % | 2011 | -    | ausgebrannte Eiche                         | |
| Ardbeg Galileo 1999                    | Single Malt  | 12 Jahre    | 49 %   | 2012 | -    | Bourbon, Marsala                           | „World Whiskies Awards 2013“ Kategorie „Worlds best single Malt“ Whisky Magazine UK                                                     |
| Ardbeg Uigeadail                       | Single Malt  | o. Angabe   | 54,2 % | 2003 |      | 90 % Bourbon, 10 % Sherry                  | nicht kaltfiltriert, Jim Murray „Whisky of the year 2009“                                                                               |
| Ardbeg Blasda                          | Single Malt  | o. Angabe   | 40 %   | 2008 | 2008 |                                            | Ardbeg untypisch nur leicht getorft (8ppm)                                                                                              |
| Ardbeg Corryvreckan                    | Single Malt  | o. Angabe   | 57,1 % | 2009 |      | französische Eiche                         | nicht kaltfiltriert |
| Ardbeg Supernova                       | Single Malt  | o. Angabe   | 58,9 % | 2009 | 2009 |                                            | 100ppm, 1st Edition |
| Ardbeg Supernova                       | Single Malt  | o. Angabe   | 60,1 % | 2010 |      |                                            | 100ppm, 2nd Edition |
| Ardbeg Ardbog                          | Single Malt  | o. Angabe   | 52,1 % | 2013 |      | Manzanilla, Bourbon                        | abgefüllt für das 2013 Feis Ile (Islay Festival)                                                                                        |
| Ardbeg Auriverdes                      | Single Malt  | o. Angabe   | 49,9 % | 2014 |      |                                            | abgefüllt für das 2014 Feis Ile (Islay Festival)                                                                                        |
| Ardbeg Perpetuum                       | Single Malt  | o. Angabe   | 49,2 % | 2015 |      |                                            | abgefüllt zum 200-jährigen Bestehen (Gründungsjahr 1815)                                                                                |
| Ardbeg Twenty One                      | Single Malt  | 21 Jahre    | 46 %   | 2016 |      |                                            | |
| Ardbeg Dark Cove                       | Single Malt  | o. Angabe   | 46,5 % | 2016 |      |                                            | Ardbeg Day Release |
| Ardbeg Kelpie                          | Single Malt  | o. Angabe   | 46 %   | 2017 |      |                                            | abgefüllt für das 2017 Feis Ile (Islay Festival)                                                                                        |
| Ardbeg Twenty Something                | Single Malt  | 23 Jahre    | 46,3 % | 2017 |      |                                            | Committee exclusive release |
| Ardbeg Grooves                         | Single Malt  | o. Angabe   | 51,6 % | 2018 |      |                                            | Committee exclusive release |
| Ardbeg AnOa                            | Single Malt  | o.Angabe    | 46,6 % | 2018 | -    |                                            | seit 2018 die 4. Standardabfüllung nach "Ten", "Uigeadail" und "Corryvreckan"                                                           |
| Ardbeg Traigh Bhan                     | Single Malt  | 19 Jahre    | 46,2 % | 2019 |      | Oloroso, amerikanische Eiche               | jährliche Abfüllung in Kleinserie. Aktuelle Abfüllung: Batch 4.                                                                         |
| Ardbeg Drum                            | Single Malt  | o. Angabe   | 46,0 % | 2019 |      | Bourbon, Rum finish                        | Ardbeg Day Release |
| Ardbeg Fermutation                     | Single Malt  | 13 Jahre    | 49,4 % | -    | 2022 | Ex-Bourbon, First Fill und Refill          | Committee exclusive Release |
| Ardbeg Ardcore                         | Single Malt  | o. Angabe   | 46,0 % | -    | -    | -                                          | Ardbeg Day Release |
| Ardbeg Ardcore Committee Release       | Single Malt  | o. Angabe   | 50,1 % | -    | -    | -                                          | Committee exclusive Release |
| Ardbeg Smoketrails Manzanilla Edition  | Single Malt  | o. Angabe   | 46,0 % | 2022 | -    | American Oak, Manzanilla Sherry            | Erster Travel Exclusive Release |
| Ardbeg Heavy Vapours                   | Single Malt  | o. Angabe   | 46,0 % | -    | 2023 |                                            | Ardbeg Day Release |
| Ardbeg Heavy Vapours Committee Release | Single Malt  | o. Angabe   | 50,2 % | -    | 2023 |                                            | Committee exclusive Release |
| Ardbeg The Harpy's Tale                | Single Malt  | 13 Jahre    | 46,0 % | -    | 2023 | Ex-Bourbon, Sauternes                      | Erste Abfüllung der "Anthology"-Serie                                                                                                   |
| Ardbeg Smoketrails Côte Rôtie Edition  | Single Malt  | o. Angabe   | 46,0 % | -    | 2023 | Côte Rôtie Rotweinfässer, Bourbonfässern   | Zweiter Travel Exclusive Release |
| Ardbeg Anamorphic                      | Single Malt  | o. Angabe   | 48,2 % | -    | 2023 |                                            | Committee Release 2023 |
| Ardbeg Spectacular                     | Single Malt  | o. Angabe   | 46,0 % | -    | 2024 | Portweinfässer, Bourbonfässer              | Ardbeg Day Release |
| Ardbeg Vintage_Y2K 23 Years            | Single Malt  | 23 Jahre    | 46,0 % | 2000 | 2024 | Bourbonfässer, Oloroso Sherryfässer        | Erste Abfüllung aus einer Reihe an Ardbeg-Whiskys aus dem Jahr 2000                                                                     |
| Ardbeg The Abyss                       | Single Malt  | 34 Jahre    | 48,4 % | 1989 | 2024 | Getoastete französische Eichenfässer       | Auf 400 Flaschen limitierte Sonerabfüllung in Kooperation mit Tradd Moore                                                               |
| Ardbeg The Unicorn's Tale              | Single Malt  | 14 Jahre    | 46,0 % | -    | 2024 | Ex-Bourbon, Madeira-Finish                 | Zweite Abfüllung der "Anthology"-Serie                                                                                                  |
| Ardbeg Smokiverse                      | Single Malt  | o. Angabe   | 48,3 % | -    | 2025 | Ex-Bourbon                                 | Ardbeg Day Release mit “High Gravity Mash”-Verfahren                                                                                    |
| Ardbeg The Beithir's Tale              | Single Malt  | 15 Jahre    | 46,0 % | -    | 2025 | "Designer charred" Bourbon Casks           | Dritte-Abfüllung der "Anthology"-Serie                                                                                                  |

Neben den offiziellen Destillerie- und Single-Cask-Abfüllungen existieren auch sehr viele von unabhängigen Abfüllern.

## Besichtigungen
Ardbeg verfügt über ein Besucherzentrum mit einem kleinen Cafe im alten Kiln und kann besichtigt werden.
Das „Old Kiln Cafe“ ist ganzjährig von Montag bis Freitag geöffnet, von Juni bis August auch am Wochenende.